# Sisyphus desaegeri
Sisyphus desaegeri là một loài bọ cánh cứng trong họ Bọ hung (Scarabaeidae).